# Harry Reid
Harry Mason Reid (Searchlight, Nevada, 2 de dezembro de 1939 – Henderson, 28 de dezembro de 2021) foi um político estadunidense que atuou como Senador dos Estados Unidos por Nevada de 1987 a 2017. Foi líder da bancada democrata no Senado de 2005 a 2017 e líder da maioria de 2007 a 2015.

## Biografia
Reid começou sua carreira pública como advogado da cidade de Henderson, Nevada, antes de vencer eleições para a Assembléia de Nevada. Mike O'Callaghan, ex-treinador de boxe de Reid, o escolheu como seu companheiro de chapa na eleição para o governo de Nevada de 1970 e Reid serviu como vice-governador de Nevada de 1971 a 1975. Depois de ser derrotado nas eleições para Senado dos Estados Unidos e para prefeito de Las Vegas, Reid serviu como presidente da Comissão de Jogos de Nevada de 1977 a 1981. De 1983 a 1987, Reid representou o 1º distrito de Nevada na Câmara dos Deputados dos Estados Unidos.
Reid ganhou as eleições para o Senado dos Estados Unidos em 1986 e lá serviu de 1987 a 2017. Serviu como vice-líder dos democratas no Senado de 1999 a 2005 antes de suceder Tom Daschle como Líder da Minoria do Senado. Os democratas ganharam o controle do Senado após as eleições senatoriais de 2006 e Reid tornou-se líder da maioria do Senado em 2007. Ele ocupou esse cargo nos últimos dois anos da presidência de George W. Bush e pelos primeiros seis anos da presidência de Barack Obama. Como Líder da Maioria, ele ajudou a aprovar legislação relevante, como a Patient Protection and Affordable Care Act, o Dodd-Frank Act e o American Recovery and Reinvestment Act of 2009. Os republicanos assumiram o controle do Senado após as eleições senatoriais de 2014 e Reid serviu como Líder da Minoria do Senado de 2015 até sua aposentadoria em 2017.
Reid foi sucedido como líder democrata no Senado por Chuck Schumer, cujo campanha pela liderança foi apoiada por Reid. Junto com Alben W. Barkley e Mike Mansfield, Reid é um dos únicos senadores a servir por pelo menos oito anos como líder da maioria.
Reid morreu em 28 de dezembro de 2021, aos 82 anos de idade, em Henderson.